# The Simpsons (8.ª temporada)
A oitava temporada de The Simpsons, uma série de animação estadunidense de comédia de situação, estreou na noite de 27 de outubro de 1996 na rede de televisão Fox Broadcasting Company (Fox) e terminou em 18 de maio de 1997. Foi produzida pelas companhias Gracie Films e 20th Century Fox Television, os produtores executivos foram Bill Oakley e Josh Weinstein — ambos já haviam trabalhado anteriormente no programa. Michael Buffer, Leonard Nimoy, Bret Hart e Tim Conway foram algumas das outras estrelas que fizeram participações ao longo da temporada.
O enredo da temporada apresentou diversos temas diferentes: a política no episódio especial "Treehouse of Horror VII", divórcio em "A Milhouse Divided" — através dos pais de Milhouse Van Houten —, a primeira paixão em "Lisa's Date with Density", homossexualidade por "Homer's Phobia", entre outros. Este recebeu opiniões mistas dos críticos, devido à sua retratação negativa entorno da homossexualidade. A equipe técnica contou com dezessete roteiristas ao longo de sua produção, assim como dez diretores. Mike B. Anderson, Jim Reardon e Steven Dean Moore dirigiram o maior número de episódios, sendo creditados em quatros, respectivamente.
Em geral, a oitava temporada recebeu opiniões positivas pela crítica especialista em televisão, ao qual foi destacado por alguns críticos especializados como séria e sombria. Nos Emmy Awards de 1997, recebeu quatro indicações: ganhando nas categorias de Melhor Programa de Animação (de Menos de Uma Hora) e Melhor Canção por "We Put the Spring in Springfield". Ademais, foi nomeado ao Annie Award e GLAAD Media Award. De acordo com o serviço de mediação de audiências Nielsen Ratings, a temporada foi assistida por uma média de 8,6 milhões de telespectadores; "The Springfield Files", episódio visto por uma média de 20,9 milhões de domicílios, marcou a maior audiência. A temporada foi lançada em DVD, como um box set de quatro-discos, em 15 de agosto de 2006 na Região 1, pela 20th Century Fox Home Entertainment.

## Equipe
Tal como nas outras temporadas, a oitava foi produzida pela Gracie Films e 20th Century Fox Television e foi exibida pela Fox Broadcasting Company nos Estados Unidos. Ademais, Bill Oakley e Josh Weinstein foram creditados como showrunners, ambos já haviam trabalhado anteriormente no programa. Os dezessete roteiristas da temporada foram Ken Keeler, Dan Greaney, David X. Cohen, John Swartzwelder, Jonathan Collier, Ian Maxtone-Graham, Richard Appel, Steve Tompkins, Mike Scully, Steve Young, Reid Harrison, Jennifer Crittenden, Al Jean, Mike Reiss, Ron Hauge, Rachel Pulido e Donick Cary.
Houve dez diretores: Mike B. Anderson, Mark Kirkland, Jim Reardon, Dominic Polcino, Steven Dean Moore, Susie Dietter, Bob Anderson, Chuck Sheetz, Pete Michels e Neil Affleck, sendo que os primeiros oito são veteranos e os dois restantes são novatos. Anderson, Reardon e Moore dirigiram o maior número de episódios, sendo creditados em quatros, respectivamente. Precedidos por Kirkland, que foi creditado como diretor em três. Dietter, Polcino e Sheetz trabalharam na direção de dois. Polcino e Affleck dirigiram apenas um episódio.

## Elenco e personagens

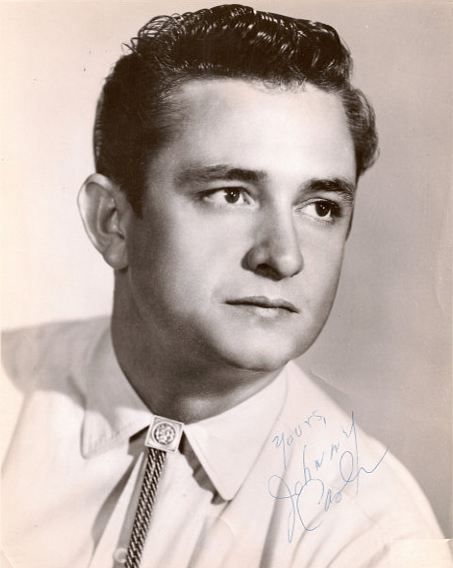
O desempenho de Johnny Cash foi considerado por resenhistas como o melhor da temporada.

The Simpsons conta com seis membros do elenco principal. Dan Castellaneta ficou responsável pela voz de Homer Simpson, como também dos personagens Vovó Simpson, Krusty, Willie, Barney Gumble e Ajudante de Papai Noel. Julie Kavner por Marge Simpson, e suas irmãs Patty e Selma Bouvie. Enquanto, Yeardley Smith dublou apenas Lisa Simpson; seu irmão Bart ficou a encargo de Nancy Cartwright, desempenhando ainda as vozes de Nelson Muntz e Ralph Wiggum. Ademais, contou com os atores Harry Shearer (Sr. Burns, Waylon Smithers, Ned Flanders, Diretor Skinner, Lenny Leonard, Kent Brockman, Reverendo Lovejoy) e Hank Azaria (Moe Szyslak, Chefe Wiggum, Professor Frink, Jeff Albertson, Apu, Bumblebee Man).
Também foram reintroduzidos o personagens Milhouse van Houten e Jimbo Jones (ambos dublados por Pamela Hayden); Maude Flanders, Helen Lovejoy e Elizabeth Hoover (Maggie Roswell); Martin Prince e as gêmeas Sherri e Terri (Russi Taylor); Agnes Skinner (Tress MacNeille); Edna Krabappel (Marcia Wallace). Frank Welker foi responsável pelos sons de vários animais. O elenco da temporada ainda contou com participações especiais de vários atores. Michael Buffer, Leonard Nimoy, Bret Hart e Tim Conway interpretaram versões ficcionais de si próprios, também foram incluídos:
- Phil Hartman[35]
- Joe Mantegna[36]
- Albert Brooks[37]
- Sally Stevens[28]
- Paul Winfield[31]
- Rodney Dangerfield[38]
- Jon Lovitz[39]
- Johnny Cash[40]
- Gillian Anderson[32]
- David Duchovny[32]
- Jack Lemmon[36]
- Alex Rocco[41]
- John Waters[42]
- Kelsey Grammer[43]
- David Hyde Pierce[44]
- Dave Thomas[45]
- Sab Shimono[46]
- Gedde Watanabe[47]
- Karen Maruyama[47]
- Gailard Sartain[34]
- Willem Dafoe[48]

## Repercussão

### Audiência
Em sua exibição original nos Estados Unidos, o episódio de estreia "Treehouse of Horror VII" foi o 31.º programa mais assistido da semana de 21 a 27 de outubro de 1996, assistido por 18,3 milhões de telespectadores. O episódio seguinte foi uma baixa: 13,9 milhões de domicílios. Na semana seguinte, a temporada voltou a ter uma alta, apresentando uma melhoria de 22 por cento em relação ao capítulo anterior. O quarto e o quinto episódio atraíram uma média de 12,6 e 14,1 milhões de espectadores, respectivamente.
Os episódios subsequentes também foram assistidos por um média de 12 e 14 milhões de telespectadores. Em geral, "The Springfield Files" registrou a melhor audiência da temporada — com 20,9 milhões de domicílios —, enquanto o décimo terceiro episódio marcou o pior desempenho: 9,1 milhões de agregados familiares. De acordo com o serviço de mediação de audiências Nielsen Ratings, a oitava temporada de The Simpsons foi assistida por uma média de 8,6 milhões de telespectadores, posicionando-se no número 53 entre os outros programas exibidos na programação de 1996-97 nos Estados Unidos.

### Análises da crítica
A recepção inicial para a temporada foi geralmente positiva, ao qual foi destacado por alguns críticos especializados como séria e sombria. No agregador de resenhas Rotten Tomatoes, marca uma pontuação de 100% com base em comentários de sete críticos. Na análise de "Treehouse Of Horror VII", Les Chappell, para o The A.V. Club, afirmou que a equipe criativa expôs de forma intensa o terror da política estadunidense. Os episódios seguintes foram bem avaliados pelos resenhistas, entre eles: "You Only Move Twice", que foi bastante elogiado pela participação de Albert Brooks, e "The Springfield Files", na qual a produção de Al Jean e Mike Reiss foram vangloriadas. "Homer's Phobia" foi o primeiro a receber opiniões divididas pelos críticos. Enquanto alguns elogiaram sua "parte significativa da exploração de temas LGBTs" e o desempenho do ator convidado John Waters, outros criticaram-no por sua retratação negativa da homossexualidade. O mesmo em 2002, foi escolhido pelos escritores da revista britânica Off the Telly, Steve Williams e Ian Jones, como um dos cinco piores de toda a série. Jon Bonné, da MSNBC, escreveu que o exemplo [de um episódio] ruim da temporada é "Homer's Enemy", afirmando ser "doloroso de assistir". A revista Vanity Fair demonstrou um enorme agrado em relação à "The Itchy & Scratchy & Poochie Show", o destacando como uma sátira clássica. Na publicação das 25 melhores participações em The Simpsons, da IGN, os que estão presente na temporada são: Brooks classificado no cume; Jon Lovitz em oitavo lugar; Waters em nono; Leonard Nimoy em décimo primeiro; Johnny Cash em décimo quarto, o desempenho deste último foi considerado o melhor da temporada.

### Prêmios e indicações
Nos Emmy Awards de 1997, The Simpsons recebeu quatro indicações: o episódio "Homer's Phobia" venceu o prêmio de Melhor Programa de Animação (de Menos de Uma Hora). Pelo trabalho de Alf Clausen e Ken Keeler, a faixa "We Put the Spring in Springfield", do episódio "Bart After Dark", ganhou na categoria de "Melhor Canção". O desempenho musical de Clausen também foi reconhecido na categoria de Melhor Direção Musical, por "Simpsoncalifragilisticexpiala(Annoyed Grunt)cious". Ademais, "Brother from Another Series" foi nomeado para Melhor Mixagem de Som — Série de Comédia ou Especial. "Homer's Phobia" ainda foi angariado com o GLAAD Media Award de Melhor Episódio Televisivo e o Annie Award de Melhor Direção (para Mike Anderson).

## Episódios
| N.º na série | N.º na temp. | Título original (Título no Brasil)                                                                | Dirigido por      | Escrito por | Exibição original       | Cód. de produção | Audiência nos EUA (em milhões) |
| --- | ------------ | ------------------------------------------------------------------------------------------------- | ----------------- | --- | ----------------------- | ---------------- | ------------------------------ |
| 154 | 1            | "Treehouse of Horror VII" "(A Casa da Árvore dos Horrores VII)" (BR)                              | Mike B. Anderson  | Ken Keeler, Dan Greaney e David X. Cohen | 27 de outubro de 1996   | 4F02             | 18,3                           |
| Em uma tentativa de dominar o mundo, alienígenas espaciais entram nos corpos do presidente Bill Clinton e do candidato republicano Bob Dole.             |              |                                                                                                   |                   | |                         |                  |                                |
| 155 | 2            | "You Only Move Twice" "(Só se Muda Duas Vezes)" (BR)                                              | Mike Anderson     | John Swartzwelder | 3 de novembro de 1996   | 3F23             | 13,9                           |
| Homer muda-se com a família para Cypress Creek por causa de um novo emprego, mas as coisas não vão como o esperado.                                      |              |                                                                                                   |                   | |                         |                  |                                |
| 156 | 3            | "The Homer They Fall" "(Homer, Saco de Pancadas)" (BR)                                            | Mark Kirkland     | Jonathan Collier | 10 de novembro de 1996  | 4F03             | 17,0                           |
| Ao descobrir uma condição genética que o protege de machucados, Homer torna-se um boxeador profissional.                                                 |              |                                                                                                   |                   | |                         |                  |                                |
| 157 | 4            | "Burns, Baby Burns" "(O Filho do Senhor Burns)" (BR)                                              | Jim Reardon       | Ian Maxtone-Graham | 17 de novembro de 1996  | 4F05             | 12,6                           |
| Para chamar a atenção de seu pai, o filho do Sr. Burns planeja um sequestro com Homer.                                                                   |              |                                                                                                   |                   | |                         |                  |                                |
| 158 | 5            | "Bart After Dark" "(Bart Trabalha à Noite)" (BR)                                                  | Dominic Polcino   | Richard Appel | 24 de novembro de 1996  | 4F06             | 14,1                           |
| Por suas travessuras, Bart é obrigado fazer trabalhos domésticos para uma senhora.                                                                       |              |                                                                                                   |                   | |                         |                  |                                |
| 159 | 6            | "A Milhouse Divided" "(Milhouse Dividido)" (BR)                                                   | Steven Dean Moore | Steve Tompkins | 1 de dezembro de 1996   | 4F04             | 12,8                           |
| Homer preocupa-se com a ideia de que Marge possa deixá-lo, após o divórcio dos pais de Milhouse.                                                         |              |                                                                                                   |                   | |                         |                  |                                |
| 160 | 7            | "Lisa's Date with Density" "(A Grande Paixão de Lisa)" (BR)                                       | Susie Dietter     | Mike Scully | 15 de dezembro de 1996  | 4F01             | N/D                            |
| O menino valentão da escola, Nelson Muntz, torna-se a primeira paixão de Lisa.                                                                           |              |                                                                                                   |                   | |                         |                  |                                |
| 161 | 8            | "Hurricane Neddy" "(Furacão Neddy)" (BR)                                                          | Bob Anderson      | Steve Young | 29 de dezembro de 1996  | 4F07             | N/D                            |
| A casa da família Flanders é atingida por um grande furacão, seguidamente a comunidade de Springfield trabalha em conjunto para reconstruir.             |              |                                                                                                   |                   | |                         |                  |                                |
| 162 | 9            | "The Mysterious Voyage of Homer" "(A Viagem Misteriosa de Homer)" (BR)                            | Jim Reardon       | Ken Keeler | 5 de janeiro de 1997    | 3F24             | 14,9                           |
| Homer experimenta vários tipos de pimentas exóticas, que o faz ter algumas alucinações.                                                                  |              |                                                                                                   |                   | |                         |                  |                                |
| 163 | 10           | "The Springfield Files" "(Arquivo S)" (BR)                                                        | Steven Dean Moore | Reid Harrison | 12 de janeiro de 1997   | 3G01             | 20,9                           |
| Os agentes Fox Mulder e Dana Scully, ambos do FBI, vão para Springfield, após o possível "encontro alienígena" de Homer.                                 |              |                                                                                                   |                   | |                         |                  |                                |
| 164 | 11           | "The Twisted World of Marge Simpson" "(O Mundo de Negócios de Marge Simpson)" (BR)                | Chuck Sheetz      | Jennifer Crittenden | 19 de janeiro de 1997   | 4F08             | 14,0                           |
| A franquia de prettzel da Marge não sai como o esperado, então Homer faz o possível para ajudar.                                                         |              |                                                                                                   |                   | |                         |                  |                                |
| 165 | 12           | "Mountain of Madness" "(A Montanha da Loucura)" (BR)                                              | Mark Kirkland     | John Swartzwelder | 2 de fevereiro de 1997  | 4F10             | 17,5                           |
| Em um retiro corporativo nas montanhas, Sr. Burns e Homer ficam presos numa cabana após uma avalanche.                                                   |              |                                                                                                   |                   | |                         |                  |                                |
| 166 | 13           | "Simpsoncalifragilisticexpiala(Annoyed Grunt)cious" "(Simpson, Supercalifragilespiralidoso)" (BR) | Chuck Sheetz      | Al Jean e Mike Reiss | 7 de fevereiro de 1997  | 3G03             | 9,1                            |
| Devido ao estresse, Marge começa a ter queda de cabelo; seguidamente decide contratar a governanta Shary Bobbins.                                        |              |                                                                                                   |                   | |                         |                  |                                |
| 167 | 14           | "The Itchy & Scratchy & Poochie Show" "(Homer na TV)" (BR)                                        | Steven Dean Moore | David S. Cohen | 9 de fevereiro de 1997  | 4F12             | 15,5                           |
| Após a queda de audiência do programa Itchy & Scratchy, Homer é contratado como dublador de um novo personagem, Poochie.                                 |              |                                                                                                   |                   | |                         |                  |                                |
| 168 | 15           | "Homer's Phobia" "(A Fobia de Homer)" (BR)                                                        | Mike B. Anderson  | Ron Hauge | 16 de fevereiro de 1997 | 4F11             | 15,3                           |
| Homer distancia-se de John, o novo amigo da família, após descobrir que ele é gay; Homer também teme que John seja uma influência negativa para Bart.    |              |                                                                                                   |                   | |                         |                  |                                |
| 169 | 16           | "Brother from Another Series" "(Um Irmão Fora de Série)" (BR)                                     | Pete Michels      | Ken Keeler | 23 de fevereiro de 1997 | 4F14             | 15,1                           |
| Sob a condição de cuidados do irmão, Sideshow Bob é libertado novamente da prisão.                                                                       |              |                                                                                                   |                   | |                         |                  |                                |
| 170 | 17           | "My Sister, My Sitter" "(Minha Irmã, Minha Babá)" (BR)                                            | Jim Reardon       | Dan Greaney | 2 de março de 1997      | 4F13             | 15,1                           |
| Lisa decide ser babá, então resolve tomar conta de seus dois irmãos: Bart e Maggie.                                                                      |              |                                                                                                   |                   | |                         |                  |                                |
| 171 | 18           | "Homer vs. the Eighteenth Amendment" "(Homer contra a Lei Seca)" (BR)                             | Bob Anderson      | John Swartzwelder | 16 de março de 1997     | 4F15             | 14,6                           |
| Após a antiga lei seca entrar novamente em vigor, Homer decide contrabandear cerveja.                                                                    |              |                                                                                                   |                   | |                         |                  |                                |
| 172 | 19           | "Grade School Confidential" "(Segredo Confidencial)" (BR)                                         | Susie Dietter     | Rachel Pulido | 6 de abril de 1997      | 4F09             | 13,3                           |
| O Diretor Skinner e a Sra. Krabappel beneficiam-se do fato de Bart ser o único a saber do caso amoroso de ambos, e o usam para trocar mensagens de amor. |              |                                                                                                   |                   | |                         |                  |                                |
| 173 | 20           | "The Canine Mutiny" "(Motim Canino)" (BR)                                                         | Dominic Polcino   | Ron Hauge | 13 de abril de 1997     | 4F16             | N/D                            |
| Com um cartão de crédito falso, Bart compra um novo cachorro de raça, que sabe fazer de tudo. A família toda se apaixona pelo novo cão.                  |              |                                                                                                   |                   | |                         |                  |                                |
| 174 | 21           | "The Old Man and the Lisa" "(Lisa e o Velhote)" (BR)                                              | Mark Kirkland     | John Swartzwelder | 20 de abril de 1997     | 4F17             | 14,0                           |
| Sr. Burns perde todo seu dinheiro e com a ajuda de Lisa inicia um novo negócio ecologicamente correto.                                                   |              |                                                                                                   |                   | |                         |                  |                                |
| 175 | 22           | "In Marge We Trust" "(Em Marge Confiamos)" (BR)                                                   | Steven Dean Moore | Donick Cary | 27 de abril de 1997     | 4F18             | 16,9                           |
| Marge fica preocupada com a falta de entusiasmo do reverendo Lovejoy em ajudar os membros de sua congregação.                                            |              |                                                                                                   |                   | |                         |                  |                                |
| 176 | 23           | "Homer's Enemy" "(O Inimigo de Homer)" (BR)                                                       | Jim Reardon       | John Swartzwelder | 4 de maio de 1997       | 4F19             | 11,8                           |
| Um novo funcionário é contratado para trabalhar na Usina Nuclear de Springfield, Homer tenta fazer amizade com ele, mas é ignorado.                      |              |                                                                                                   |                   | |                         |                  |                                |
| 177 | 24           | "The Simpsons Spin-Off Showcase" "(O Grande Show dos Simpsons)" (BR)                              | Neil Affleck      | História por : Ken Keeler Roteiro por : David S. Cohen, Dan Greaney e Steve Tompkins História por : Ken Keeler Roteiro por : Dan Greaney História por : Ken Keeler Roteiro por : Steve Tompkins | 11 de maio de 1997      | 4F20             | 11,6                           |
| Este episódio é dividido em três especiais: "Chefe Wiggum, P.I.", "The Love-Matic Grandpa" e "The Simpson Family Smile".                                 |              |                                                                                                   |                   | |                         |                  |                                |
| 178 | 25           | "The Secret War of Lisa Simpson" "(A Guerra Secreta de Lisa Simpson)" (BR)                        | Mike B. Anderson  | Richard Appel | 18 de maio de 1997      | 4F21             | 12,7                           |
| Ao entrar em uma escola de cadetes, Lisa é obrigada a passar pelos rituais de iniciação.                                                                 |              |                                                                                                   |                   | |                         |                  |                                |

## Lançamento em DVD
O DVD da oitava temporada foi distribuído na Região 1 (Estados Unidos, Canadá) a partir de 15 de agosto de 2006 e na Região 4 em 27 de setembro do mesmo ano, enquanto na Região 2 foi disponibilizado no mês de outubro, pela 20th Century Fox Home Entertainment. O box set é um conjunto de quatro discos compostos pelos 25 episódios. Os idiomas disponíveis são o inglês, espanhol e francês, todos com legendas, respectivamente.
| The Simpsons — 8.ª temporada | The Simpsons — 8.ª temporada | The Simpsons — 8.ª temporada | The Simpsons — 8.ª temporada |
| Detalhes do DVD | Detalhes do DVD | Características especiais | Características especiais |
| --- | --- | --- | --- |
| - 25 episódios - Duração: 9h30min - Conjunto de 4 discos - Proporção de tela: 1.33:1 - Idiomas: - Inglês (com legendas) - Espanhol (com legendas) - Francês (com legendas) - Som: - Dolby Digital 5.1 Surround - Dolby Digital 2.0 Stereo | - 25 episódios - Duração: 9h30min - Conjunto de 4 discos - Proporção de tela: 1.33:1 - Idiomas: - Inglês (com legendas) - Espanhol (com legendas) - Francês (com legendas) - Som: - Dolby Digital 5.1 Surround - Dolby Digital 2.0 Stereo | - Comentários em áudio em todos os episódios - Introdução especial de Matt Groening - Cenas deletadas - Clipes em idiomas estrangeiros: - "Homer's Enemy" - Comentários ilustrados - Esboços originais - Comerciais televisivos | - Comentários em áudio em todos os episódios - Introdução especial de Matt Groening - Cenas deletadas - Clipes em idiomas estrangeiros: - "Homer's Enemy" - Comentários ilustrados - Esboços originais - Comerciais televisivos |
| Datas de lançamento | | | |
| Região 1 | Região 2 | Região 2 | Região 4 |
| 15 de agosto de 2006 | 2 de outubro de 2006 | 2 de outubro de 2006 | 27 de setembro de 2006 |